# Ashuelot Railroad
Die Ashuelot Railroad (AR) ist eine ehemalige Eisenbahngesellschaft in den US-Bundesstaaten Massachusetts, Vermont und New Hampshire.
Die Gesellschaft wurde am 27. Dezember 1844 gegründet und beabsichtigte, von South Vernon am Connecticut River ausgehend eine Strecke nach Keene zu bauen. Da dies die nördliche Verlängerung der Connecticut River Railroad (CRR) werden sollte, konnte der Bau erst 1849 nach Eröffnung dieser Bahn beginnen. Da der Abschnitt von East Northfield bis South Vernon nicht, wie beabsichtigt, mitbenutzt werden durfte, baute man schließlich eine eigene Strecke parallel zur bestehenden der Vermont and Massachusetts Railroad. Die 39,4 Kilometer lange normalspurige Bahnstrecke East Northfield–Keene ging schließlich 1851 in Betrieb. In Keene bestand von Anfang an Anschluss zur Cheshire Railroad.
Bereits am 7. Dezember 1849 pachtete die CRR die Ashuelot Railroad für zunächst zehn Jahre. Die AR fuhr jedoch kaum Gewinne ein, sodass der Vertrag nicht verlängert wurde. 1860 leaste die Cheshire Railroad die Bahn und übernahm auch ihre Betriebsführung. 1877 musste allerdings die AR Konkurs anmelden, sodass man am 21. April des Jahres eine neue Ashuelot Railroad gründete, die am gleichen Tag durch die CRR gepachtet wurde. Die endgültige Fusion mit der Connecticut River Railroad erfolgte am 9. Februar 1890. Ab 1893 stand diese wiederum unter der Kontrolle der Boston and Maine Railroad. Die Strecke ist seit 1983 vollständig stillgelegt.